# Lista tomów serii Ku twej wieczności
Ten artykuł zawiera listę tomów serii Ku twej wieczności autorstwa Yoshitoki Ōimy, ukazywanej w magazynie „Shūkan Shōnen Magazine” wydawnictwa Kōdansha od 9 listopada 2016. Pierwszy tom tankōbon ukazał się 17 stycznia 2017, natomiast według stanu na 16 kwietnia 2025, do tej pory wydano 24 tomy.
Polski przekład mangi ukazuje się nakładem wydawnictwa Kotori od 18 maja 2018.
| Nr | Język japoński    | Język japoński         | Język polski         | Język polski           |
| Nr | Data wydania      | ISBN                   | Data wydania         | ISBN                   |
| --- | ----------------- | ---------------------- | -------------------- | ---------------------- |
| 1 | 17 stycznia 2017  | ISBN 978-4-06-395842-3 | 18 maja 2018         | ISBN 978-83-65722-85-0 |
| Lista rozdziałów - 001. Ostatni (jap. 最後のひとり Saigo no hitori) - 002. Niedojrzała dziewczyna (jap. おとなしくない少女 Otonashikunai shōjō) - 003. Zabawa w dom (jap. ままごと Mamagoto) - 004. Niewielki postęp (jap. 小さな進化 Chīsana shinka) |                   |                        |                      |                        |
| 2 | 17 marca 2017     | ISBN 978-4-06-395887-4 | 24 sierpnia 2018     | ISBN 978-83-65722-86-7 |
| Lista rozdziałów - 005. Podróż przez wspomnienia (jap. 追想の旅路 Tsuisō no tabiji) - 006. Yanome, kraina mlekiem i miodem płytnąca (jap. 住みよい国ヤノメ Sumi yoi kuni Yanome) - 007. Duże naczynie (jap. 大きな器 Ōkina utsuwa) - 008. Plan ucieczki (jap. 解放計画 Kaihō keikaku) - 009. Sensowna śmierć (jap. 意味ある死 Imi aru shi) - 010. Zabawa lalkami (jap. にんぎょう遊び Ningyō asobi) - 011. Towarzysze podróży (jap. 共にゆく人 Tomoni yuku hito) - 012. Ten, który gromadzi, i ten który odbiera (jap. 集める者、奪う者 Atsumeru mono, ubau mono) - 013. Nasz cel (jap. 私達の目的 Watashitachi no mokuteki) |                   |                        |                      |                        |
| 3 | 16 czerwca 2017   | ISBN 978-4-06-395955-0 | 30 października 2018 | ISBN 978-83-65722-87-4 |
| Lista rozdziałów - 014. Chłopiec, który pragnął zmiany (jap. 変わりたい少年 Kawaritai shōnen) - 015. Dwa „potwory” (jap. 二人の„怪物” Futari no „kaibutsu”) - 016. Królik doświadczalny (jap. 実験台 Jikken-dai) - 017. To, co zostało odrzucone (jap. 手放したもの Tebanashita mono) - 018. Nowe życie (jap. 新しい人生 Atarashī jinsei) - 019. Wspomnienia (jap. 深い記憶 Fukai kioku) - 020. Powierzchowność ludzi i „potworów” (jap. 人間と„怪物”の外側 Ningen to „kaibutsu” no sotogawa) - 021. Spotkanie przed powrotem do domu (jap. 帰宅前の遭遇 Kitaku mae no sōgū) - 022. Walka braci (jap. 兄弟達の戦い Kyōdai-tachi no tatakai) - 023. Płomień odkupienia (jap. 対価の火 Taika no hi) - 024. Nowa rodzina (jap. 新しい家族 Atarashī kazoku) |                   |                        |                      |                        |
| 4 | 15 września 2017  | ISBN 978-4-06-510189-6 | grudzień 2018        | ISBN 978-83-66132-20-7 |
| Lista rozdziałów - 025. Wyboista droga (jap. まがりみち Magari-michi) - 026. Rozdroże (jap. わかれみち Wakare-michi) - 027. Prezent z przeszłości (jap. 過去からの贈り物 Kako kara no okurimono) - 028. Megalit rozdzierający ziemię (jap. 大地割る巨石 Daichi waru kyoseki) - 029. Koniec maski (jap. 仮面の最期 Kamen no saigo) - 030. Rodzina na wzgórzu (jap. 丘の上の一家 Oka no ue no ikka) - 031. Przebudznie (jap. 目覚め Mezame) - 032. Błądząc po omacku (jap. 惑う旅路 Madou tabiji) - 033. Wola, by piąć się ku górze (jap. 高みへの意志 Takami e no ishi) - 034. Odosobniona kraina śmierci (jap. 閉ざされた死地 Tozasareta shichi) |                   |                        |                      |                        |
| 5 | 17 listopada 2017 | ISBN 978-4-06-510385-2 | 19 lutego 2019       | ISBN 978-83-66132-28-3 |
| Lista rozdziałów - 035. Tkająca dziewczyna (jap. 紡ぐ少女 Tsumugu shōjo) - 036. Jananda – wyspa wolności (jap. 自由の島・ジャナンダ Jiyū no shima・Jananda) - 037. Nowa forma (jap. 新しい型 Atarashī kata) - 038. Pytanie (jap. 問い Toi) - 039. Dumny wojownik (jap. 誇り高い戦士 Hokori takai senshi) - 040. Dziewczyna zwana Tonari (jap. トナリという少女 Tonari to iu shōjo) - 041. Nowa moc (jap. 新しい力 Atarashī chikara) - 042. Dziecięce marzenia (jap. 子供たちの夢 Kodomo-tachi no yume) - 043. Darczyńca (jap. プレゼントの贈り主 Purezento no okurinushi) - 044. Czempion (jap. 先覚者 Senkaku-sha) |                   |                        |                      |                        |
| 6 | 16 lutego 2018    | ISBN 978-4-06-510963-2 | 23 kwietnia 2019     | ISBN 978-83-66132-47-4 |
| Lista rozdziałów - 045. Separacja (jap. 分離 Bunri) - 046. Kotwica w górę (jap. 船出 Funade) - 047. W kierunku świtu (jap. 夜明けに向けて Yoake ni mukete) - 048. Konsekwencje wyborów (jap. 選定の先 Sentei no saki) - 049. Byle się nie poddawać (jap. 進み行くために Susumi iku tame ni) - 050. Żądza krwi (jap. さまよう殺意 Samayō satsui) - 051. Rozstanie (jap. 訣別の火 Ketsubetsu no hi) - 052. Pożegnania i powroty (jap. 再会への旅立ち Saikai e no tabidachi) - 053. Trzeci świt (jap. 三度目の日の出 Mitabime no hinode) - 054. Echa (jap. 残響 Zankyō) |                   |                        |                      |                        |
| 7 | 15 czerwca 2018   | ISBN 978-4-06-511410-0 | 27 czerwca 2019      | ISBN 978-83-66132-48-1 |
| Lista rozdziałów - 055. Monotonne dni (jap. 退屈な日々 Taikutsuna hibi) - 056. Odrodzona obsesja (jap. 転生する愛執 Tensei suru aishū) - 057. Zatrute nauki (jap. 毒となる教え Doku to naru oshie) - 058. Lewa ręka zemsty (jap. 仇なす左手 Adanasu hidarite) - 059. Tętniąca wola (jap. 鼓動する遺言 Kodō suru yuigon) - 060. Wieloletnie marzenie (jap. 宿願の行き先 Shukugan no ikisaki) - 061. Kompani (jap. 同朋 Dōhō) - 062. Oczekiwany gość (jap. 待ち望まれた者 Machinozoma reta mono) - 063. Wesoły książę (jap. 愉快な王子 Yukaina ōji) - 064. Ten, który widzi (jap. 視える青年 Mi eru seinen) |                   |                        |                      |                        |
| 8 | 14 września 2018  | ISBN 978-4-06-512231-0 | 30 października 2019 | ISBN 978-83-66132-74-0 |
| Lista rozdziałów - 065. Gorące powitanie (jap. 歓待 Kantai) - 066. Zamkowe życie (jap. 城での生活 Shiro de no seikatsu) - 067. Wyprawa świętego (jap. 聖者の遠征 Seija no ensei) - 068. Punkt zwrotny (jap. 転動 Utate dō) - 069. Cicha obietnica (jap. 無言の誓い Mugon no chikai) - 070. Bieg szczęścia (jap. 幸運のゆくえ Kōun no yukue) - 071. Heretycy (jap. 異端の徒 Itan no to) - 072. Światełko nadziei (jap. 希望の閃輝 Kibō no senki) - 073. Waga głupców (jap. 愚者の秤 Gusha no hakari) - 074. Wola ciała (jap. 肉の意志 Niku no ishi) |                   |                        |                      |                        |
| 9 | 17 grudnia 2018   | ISBN 978-4-06-513396-5 | 6 lutego 2020        | ISBN 978-83-66132-85-6 |
| Lista rozdziałów - 075. Kara i przebaczenie (jap. 罰とゆるし Batsu to yurushi) - 076. Poza marzeniem (jap. 夢の先 Yume no saki) - 077. Fantazja i rzeczywistość (jap. 仮想と現 Kasō to gen) - 078. Odsłonięta kurtyna (jap. 剥がされたとばり Hagasa reta to bari) - 079. Czarne płomienie wojny (jap. 黒い戦火 Kuroi senka) - 080. Niestrudzony przeciwnik (jap. 底知れぬ敵 Sokoshirenu teki) - 081. Rozszerzająca się świadomość (jap. 拡がる意識 Hirogaru ishiki) - 082. Fortel (jap. 未来への賭け Mirai e no kake) - 083. Kontrola (jap. 支配 Shihai) - 084. Zrozumienie (jap. 共鳴 Kyōmei) |                   |                        |                      |                        |
| 10 | 17 kwietnia 2019  | ISBN 978-4-06-514449-7 | 20 marca 2020        | ISBN 978-83-66132-86-3 |
| Lista rozdziałów - 085. Ku nowym horyzontom (jap. 新領域へ Shinryōiki e) - 086. Dobór dusz (jap. 魂の選別 Tamashii no senbetsu) - 087. Wartość ciała (jap. 肉の価値 Niku no kachi) - 088. Żołnierskie kwalifikacje (jap. 兵士としての資格 Heishi toshite no shikaku) - 089. Tajemnica welonu (jap. ベールが秘めるもの Bēru ga himeru mono) - 090. Kanały (jap. 暗渠に響く献身 Ankyo ni hibiku kenshin) - 091. Prawda o mędrcu (jap. 賢者の正体 Kenja no shōtai) - 092. Ryzykowna reputacja (jap. 賭けられた信望 Kakerareta shinbō) - 093. Przeznaczenie statku (jap. 船の行く末 Fune no yukusue) - 094. Poranek odrodzenia (jap. 再生の朝 Saisei no asa)                                                                                                |                   |                        |                      |                        |
| 11 | 16 sierpnia 2019  | ISBN 978-4-06-515316-1 | 3 września 2020      | ISBN 978-83-66568-06-8 |
| Lista rozdziałów - 095. Obszar absolutny (jap. 絶対の領域 Zettai no ryōiki) - 096. Sabotaż (jap. 蝕む者 Mushibamu mono) - 097. Niszczejaca jaźń (jap. 摩耗する自我 Mamō suru jiga) - 098. Trzech wojowników (jap. 三人の戦士 San'nin no senshi) - 099. Wspomnienia o tych, co odeszli (jap. 肉片の記憶 Nikuhen no kioku) - 100. Nieśmiertelna armia (jap. 不滅の軍団 Fumetsu no gundan) - 101. Linia życia (jap. 命の綱 Inochi no tsuna) - 102. Przekroczona granica (jap. 越えられた一線 Koe rareta issen) - 103. Rzeczy, które chcesz ochronić (jap. 守りたいもの Mamoritaimono) - 104. To (jap. これ Kore) - 105. Zmierzch (jap. 落陽 Rakuyō) - 106. Śmierć nieśmiertelnego (jap. 不死身の死 Fujimi no shi)                                          |                   |                        |                      |                        |
| 12 | 17 stycznia 2020  | ISBN 978-4-06-517663-4 | 25 listopada 2020    | ISBN 978-83-66568-15-0 |
| Lista rozdziałów - 107. Walka matki (jap. 母の戦い Haha no tatakai) - 108. Eskalacja (jap. 胎道 Taidō) - 109. Pusta kołyska (jap. 虚ろなゆりかご Utsurona yuri kago) - 110. Cena naczynia (jap. 器の対価 Utsuwa no taika) - 111. Brzask (jap. 黎明 Reimei) - 112. A potem wzeszło słońce (jap. そして日の出へ Soshite hinode e) - 113. Zwrot (jap. 逆回転 Gyaku kaiten) - 114. Pył i półbogowie (jap. 塵と半神 Chiri to hanshin) - 115. Uczta dla zmartwychwstałych (jap. 復活者の宴 Fukkatsu-sha no utage) - 116. Koniec ery (jap. 時代の終わり Jidai no owari) |                   |                        |                      |                        |
| 13 | 17 lipca 2020     | ISBN 978-4-06-519308-2 | 21 lipca 2021        | ISBN 978-83-66568-50-1 |
| Lista rozdziałów - 117. Świat pokoju (jap. 穏やかなる世 Odayakanaru yo) - 118. Zerwanie pęta (jap. 手綱 Tadzuna) - 119. Nowe spotkanie (jap. あたらしいであい Atarashī deai) - 120. Droga wyrzutka (jap. いぶんしのゆくえ Ibunshi no yukue) - 121. Wymarzony dom (jap. いたるすみか Itaru sumika) - 122. Połączone serca (jap. こころのむすびめ Kokoro no musubi-me) - 123. Znak (jap. みちしるべ Michi shiru be) - 124. Mizuha (jap. みずは) |                   |                        |                      |                        |
| 14 | 17 grudnia 2020   | ISBN 978-4-06-521479-4 | 10 listopada 2021    | ISBN 978-83-66568-62-4 |
| Lista rozdziałów - 125. Tajna baza (jap. ひみつきち Himitsu kichi) - 126. Zaginięcie (jap. いなくなったひと Inaku natta hito) - 127. Tam, gdzie on jest (jap. かれのいるばしょ Kare no iru ba sho) - 128. Walka trwa nadal (jap. たたかいのつづき Tatakai no tsudzuki) - 129. Pytanie bez odpowiedzi (jap. とどかぬことば Todokanu kotoba) - 130. Dowód istnienia pokoju (jap. へいわのしょうめい Heiwa no shōmei) - 131. Czym jest miłość? (jap. へいわとともに Heiwa to tomoni) - 132. Kontrakt na miłość (jap. あいのけいやく Ai no keiyaku) |                   |                        |                      |                        |
| 15 | 15 kwietnia 2021  | ISBN 978-4-06-522887-6 | 27 lipca 2022        | ISBN 978-83-66568-99-0 |
| Lista rozdziałów - 133. Dossier: Hirotoshi (jap. きろく：ひろとし Kiroku: Hirotoshi) - 134. Atak (jap. しゅうげき Shūgeki) - 135. Kłopoty (jap. やっかいごと Yakkai-goto) - 136. Odrzucone życie (jap. こばむいのち Kobamu inochi) - 137. Prawo wyboru (jap. せんたくけん Sentaku-ken) - 138. Siedlisko wroga (jap. てきのすみか Teki no sumika) |                   |                        |                      |                        |
| 16 | 17 sierpnia 2021  | ISBN 978-4-06-524555-2 | 28 października 2022 | ISBN 978-83-67386-24-1 |
| Lista rozdziałów - 139. Zgoda (jap. なかなおり Nakanaori) - 140. Zabawa w człowieka (jap. ひとのふり Hito no furi) - 141. Ich dom (jap. かれらのいえ Kare ra no ie) - 142. Pogoń za marzeniami (jap. かけていくゆめ Kake te iku yume) - 143. Błoto, które łączy (jap. むすぶつち Musubutsu chi) - 144. Na skrzydłach (jap. とぶむし Tobu mushi) - 145. Ingerencja (jap. せわやき Sewa yaki) - 146. Numer jeden (jap. いちばん Ichiban) |                   |                        |                      |                        |
| 17 | 17 lutego 2022    | ISBN 978-4-06-526901-5 | 22 września 2023     | ISBN 978-83-67386-75-3 |
| Lista rozdziałów - 147. Powrót do teraźniejszości (jap. いまにかえる Ima ni kaeru) - 148. Twoje miejsce (jap. いるべきばしょ Irubeki basho) - 149. Własna ścieżka (jap. みちなり Michinari) - 150. Niezależność (jap. ひとりだち Hitorida chi) - 151. To, co nas łączy (jap. つなぐもの Tsunagu mono) - 152. Groteska (jap. いぎょうのもの Igyou no mono) - 153. Niewidzialna bitwa (jap. みえぬたたかい Mienu tatakai) |                   |                        |                      |                        |
| 18 | 16 września 2022  | ISBN 978-4-06-529131-3 | 12 stycznia 2024     | ISBN 978-83-67386-84-5 |
| Lista rozdziałów - 154. Zjednoczenie (jap. つどうゆみや Tsudō yumiya) - 155. Ufne serce (jap. しんじるこころ Shinjiru kokoro) - 156. Piękna woda (jap. きれいなみず Kireina mizu) - 157. Porządki (jap. しんようのあとかたづけ Shin-yō no ato katadzuke) - 158. Dom pełen nadziei (jap. きぼうのいえ Kibō no ie) |                   |                        |                      |                        |
| 19 | 17 lutego 2023    | ISBN 978-4-06-530626-0 | 29 stycznia 2025     | ISBN 978-83-68051-49-0 |
| Lista rozdziałów - 159. Heiwa no akashi (jap. へいわのあかし) - 160. Kyōzon (jap. きょうぞん) - 161. Jiritsu (jap. じりつ) - 162. Kono mama koko de (jap. このままここで) - 163. Uma reta mono (jap. うまれたもの) - 164. Fushi e (jap. フシへ) - 165. Atarashī toki (jap. 新しい時) |                   |                        |                      |                        |
| 20 | 17 sierpnia 2023  | ISBN 978-4-06-532192-8 | 23 kwietnia 2025     | ISBN 978-83-68051-66-7 |
| Lista rozdziałów - 166. Negai no jidai (jap. 願いの時代) - 167. Yume e no michi (jap. 夢への道) - 168. Ningyō no kanōsei (jap. 人形の可能性) - 169. Hito no sentaku (jap. 人の選択) - 170. Kaishū sakusen (jap. 回収作戦) - 171. Chikara no ikisaki (jap. 力の行き先) |                   |                        |                      |                        |
| 21 | 17 stycznia 2024  | ISBN 978-4-06-534185-8 | —                    |                        |
| Lista rozdziałów - 172. Risōkyō (jap. 理想郷) - 173. Kakoi wana (jap. 囲い罠) - 174. Ningyō no himitsu? (jap. 人形の秘密？) - 175. Kanpekina sakusen (jap. 完璧な作戦) - 176. Kare no omowaku (jap. 彼の思惑) - 177. Kare no omowaku ka (jap. 彼の思惑 下) - 178. Tōhikō (jap. 逃避行) |                   |                        |                      |                        |
| 22 | 17 czerwca 2024   | ISBN 978-4-06-535784-2 | —                    |                        |
| Lista rozdziałów - 179. Kaketa shōnen (jap. 欠けた少年) - 180. Toraeru ai (jap. 捕らえる愛) - 181. Bakashi ai (jap. 化かし合い) - 182. Kani keikaku (jap. カニ計画) - 183. Anton dei (jap. アントン・デイ) - 184. Himitsu no uchigawa (jap. 秘密の内側) |                   |                        |                      |                        |
| 23 | 15 listopada 2024 | ISBN 978-4-06-537434-4 | —                    |                        |
| Lista rozdziałów - 185. Ne o tadotte (jap. 根を辿って) - 186. Ikiru shibito (jap. 生きる死人) - 187. Ikiru shibito 2 (jap. 生きる死人 2) - 188. Ikiru shibito 3 (jap. 生きる死人 3) |                   |                        |                      |                        |
| 24 | 16 kwietnia 2025  | ISBN 978-4-06-539095-5 | —                    |                        |
| Lista rozdziałów - 172. Risōkyō (jap. 理想郷) - 173. Kakoi wana (jap. 囲い罠) - 174. Ningyō no himitsu? (jap. 人形の秘密？) - 175. Kanpekina sakusen (jap. 完璧な作戦) - 176. Kare no omowaku (jap. 彼の思惑) - 177. Kare no omowaku ka (jap. 彼の思惑 下) - 178. Tōhikō (jap. 逃避行) |                   |                        |                      |                        |